# Kentavious Caldwell-Pope
Kentavious Tannell Caldwell-Pope (ur. 18 lutego 1993 w Thomaston) – amerykański koszykarz występujący na pozycji rzucającego obrońcy, obecnie zawodnik Memphis Grizzlies.
Pope uczęszczał do szkoły średniej Greenville. Jako drugoroczniak i junior awansował do sweet 16. Natomiast jako senior wprowadził swoją drużynę do Final Four mistrzostw stanowych. Ostatecznie Greenville nie zdobyło tytułu, ulegając w półfinale późniejszym zwycięzcom Wilkinson County. W 2011 wystąpił w meczu gwiazd amerykańskich szkół średnich - McDonald’s All-American.
Kolejnym etapem w życiu Kentaviousa był uniwersytet stanowy Georgia. Po dwóch latach gry w college'u w Georgia Bulldogs, przystąpił do draftu NBA, gdzie został wybrany z 8 numerem przez Detroit Pistons.
Latem 2017 roku Caldwell-Pope został niezastrzeżonym wolnym agentem. 13 lipca podpisał roczną umowę z Los Angeles Lakers.
6 sierpnia 2021 trafił w wyniku wymiany do Washington Wizards. 6 lipca 2022 został wytransferowany do Denver Nuggets.

## Osiągnięcia
Stan na 21 czerwca 2023, na podstawie, o ile nie zaznaczono inaczej.
NCAA
- Zawodnik roku konferencji Southeastern (SEC – 2013)[6]
- Zaliczony do: 
  - I składu:
    - konferencji SEC (2013)
    - pierwszoroczniaków SEC (2012)
    - turnieju CBE Classic (2012)
    - turnieju Legends Classic (2013)

NBA
- Mistrz NBA (2020, 2023[7])
- Uczestnik spotkania Rising Stars Challenge (2015)
- Wybrany do składu Honorable Mention podczas letniej ligi NBA w Orlando (2013)